# 萬客隆

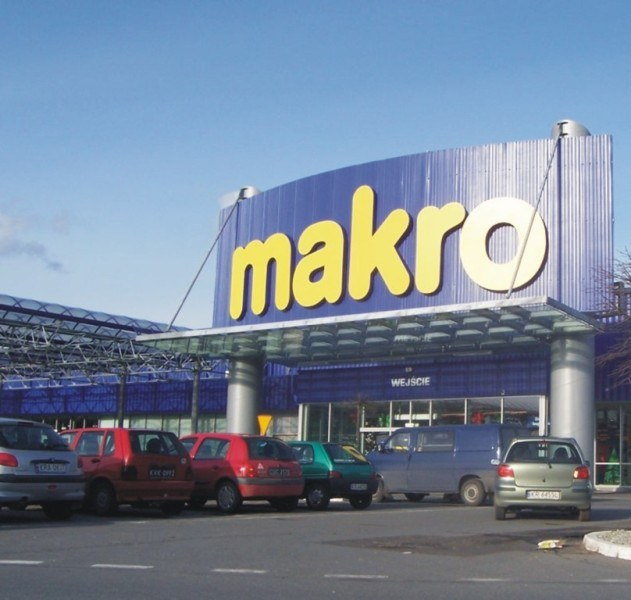
波兰的一间万客隆分店，使用与母公司麦德龙相似的配色

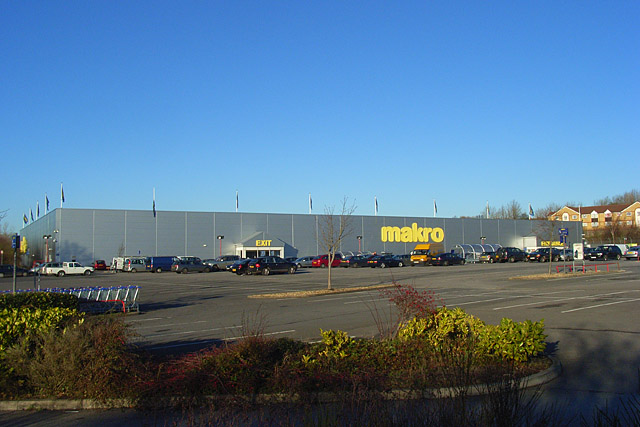
英国雷丁的一间万客隆分店

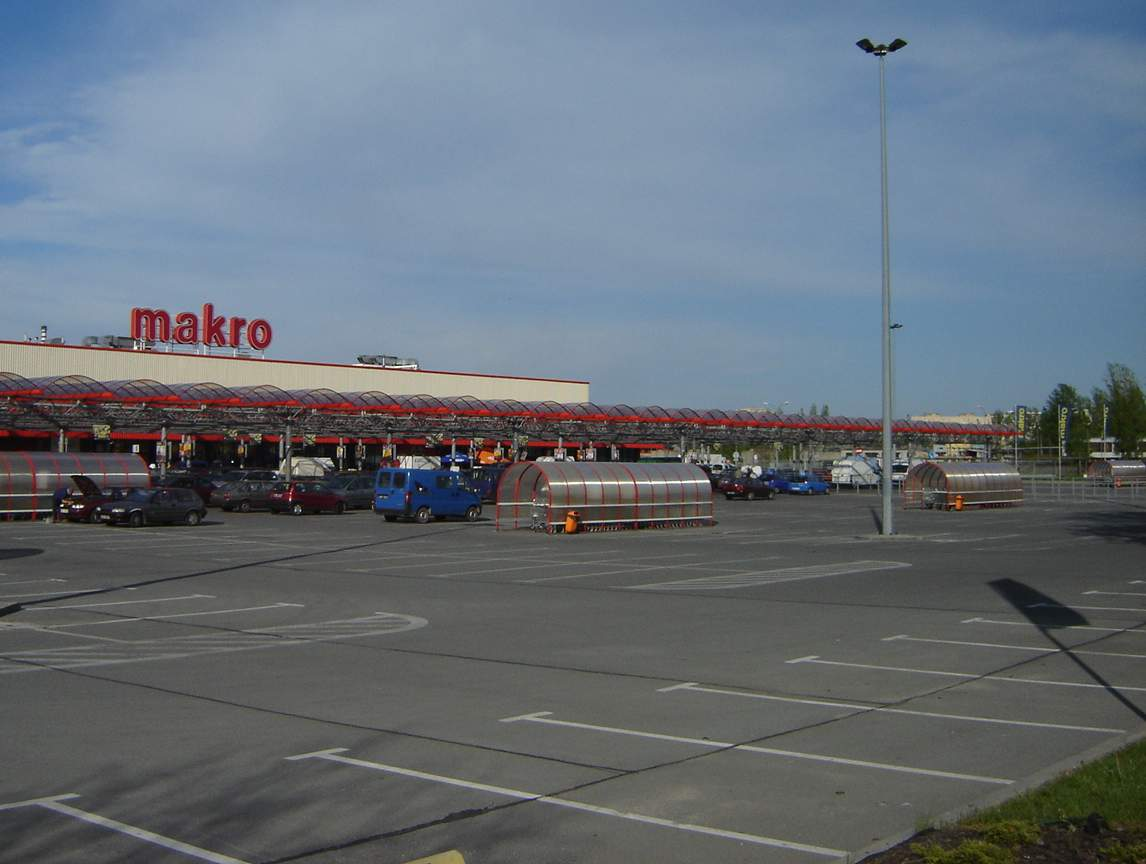
2005年在波兰的一个万客隆分公司

萬客隆是一個跨國的量販店品牌，以经营现购自运仓储业务为主，目前主要在欧洲、南美洲及亚洲拥有分店。
截至2021年，万客隆品牌的母公司分为三家：欧洲区分店隶属麦德龙，南美洲分店隶属SHV控股，而正大集团拥有亚洲区的万客隆分店。

## 历史
万客隆的第一间分店于1968年在荷蘭阿姆斯特丹开业，次年开始擴展到荷蘭全國及多个欧洲国家。
1971年，万客隆进入英国及南非市场。随后在20世纪70年代至20世纪80年代，万客隆进入美洲及亚洲市场。
1988年，万客隆进入泰国市场。
1989年，万客隆在台湾开设首家分店。同年，美国业务被凯马特收购。
1997年，万客隆进入中国大陆市场。
1998年，万客隆欧洲区分店被德国零售商麦德龙收购。
2003年，万客隆关闭在台湾所有分店，撤離台湾。
2008年及2010年，万客隆中国业务及印尼业务先后被韩国乐天玛特收购，并改为乐天玛特继续营运。
2013年，万客隆泰国业务被售予泰国正大集团，随后正大集团陆续收购了万客隆的亚洲区业务，并在中国等地开设万客隆分店。
2020年，万客隆在巴西的部分门店被售予家乐福。

## 营运状况

### 亚洲地区

##### 东南亚国家联盟
1988年，万客隆成立“暹罗万客隆公共有限公司”(Siam Makro Public Company Limited)，并于同年开设泰国的第一间分店，随后暹罗万客隆在泰国证券交易所上市。2013年，暹罗万客隆被正大集团并购，并转由正大集团旗下的CP ALL公司负责运营。
截至2020年4月末，万客隆在泰国共有100间分店，注册会员数量达到260万 ，2020年收入为2100亿泰铢，净利润为62亿泰铢。门店以万客隆(Makro)和万客隆食品服务(Makro Food Service)两种业态发展。
万客隆也曾在印度尼西亚、马来西亚及菲律宾开设分店，印尼业务于2010年被乐天玛特并购；马来西亚业务于2007年被特易购合并后成为Tesco Extra分店（该部分店面在2020年被正大集团并购，成为马来西亚莲花超市的一部分，重回正大集团旗下）；菲律宾业务则被SM控股收购。
正大集团也在柬埔寨、印度及缅甸开设万客隆门店。

#### 中国大陆
1996年，当时隶属SHV集团旗下的万客隆曾与中国土产畜产进出口总公司、中粮集团和中纺集团合作，在中国大陆开设分店，称为“中贸联万客隆”，并于1997年在北京开出第一间分店，随后中粮集团收购全部中方股权，该合资企业在北京及周边地区开设现购自运分店。同年，万客隆与正大集团合作，在广州开设“正大万客隆商场”。但正大万客隆因经营策略调整于2004年变为正大集团旗下的卜蜂莲花门店或停业；而中贸联万客隆于2008年6月10日被韩国乐天玛特收购，门店也改为普通大卖场模式运营（该部分门店于2018年被物美商业收购），万客隆也在2008年第一次撤出中国大陆。
2019年，正大集团将万客隆品牌重新引入中国大陆，并于2019年9月在广州花都开设第一间门店，该门店以“餐饮食材超市”（Makro Food Service）名义营运，并计划扩展到中国大陆其它地区。该门店与2008年前的正大万客隆及中贸联万客隆无关，是正大集团独资设立的门店。

#### 臺灣
1988年，作为荷兰十大公司之一的SHV控股联手泰国卜蜂集团（持股9.87%）与台湾丰群集团（持股35%）在台湾合作设立“万客隆股份有限公司”，由SHV控股集团持股55%。
1989年，在桃园县八德乡大湳设立全台第一家量贩店，此后发展迅速，一度拥有12家分店。
2003年春节后，万客隆突然宣布6家分店（台北、桃园八德、台中、台南仁德、嘉义及高雄）全部停止营业，并在一周内盘点完毕，进行清仓拍卖后结束营业。
2007年3月15日，中华开发工业银行公布至2006年6月底止呆账金额在新台币1亿元以上之23名客户，万客隆呆账超过新台币1亿3000万元。

#### 巴基斯坦
2005年-2011年期间，万客隆也曾在巴基斯坦开设分店，随后于2011年与麦德龙的巴基斯坦业务合并，并由巴基斯坦麦德龙运营原万客隆分店。

### 美洲地区
截至2021年，万客隆在南美洲的巴西、阿根廷、哥伦比亚和委内瑞拉共拥有55间分店，在以上国家的业务由荷兰SHV控股直接营运。除了仓储业态外，在南美洲的部分国家万客隆也以零售业态运营分店。
万客隆曾在20世纪80年代在美国开设分店，但1989年美国业务被凯马特收购，并改为凯马特旗下品牌运营。
2020年2月，家乐福宣布将收购万客隆在巴西的30间分店，收购完成后万客隆在巴西仍然拥有24间分店，整个交易于2021年6月完成。

### 欧洲地区
1968年万客隆在荷兰开设第一间分店后，于1971年在英国曼彻斯特开设英国第一间分店，随后扩展至比利时、波兰、希腊、西班牙等多个欧洲国家。
1998年，万客隆欧洲区业务被麦德龙收购，随后欧洲区部分国家的万客隆业务（如英国及希腊等）被麦德龙集团售予当地零售商。

### 南非
万客隆于1971年进入南非，1990年被售予Massmart以换取SHV集团的持股。但在2004年，SHV集团将持有的Massmart股权出售，撤出南非。